# Guadeloupe-i labdarúgó-válogatott
A guadeloupe-i labdarúgó-válogatott – avagy becenevükön Gwada Boys – Franciaország tengeren túli területének, Guadeloupe-nak csapata, amelyet a Guadeloupe-i labdarúgó-szövetség (franciául: Ligue Guadeloupéenne de Football) irányít. Mivel Guadeloupe Franciaország része, nem lehet a Nemzetközi Labdarúgó-szövetség tagja, így nem indulhat a labdarúgó-világbajnokság tornáin sem.
A CONCACAF-tag régió labdarúgó-válogatottja 2007-ben érte el legnagyobb sikerét, amikor egészen az elődöntőig meneteltek a CONCACAF-aranykupán.

## Nemzetközi eredmények
CONCACAF-aranykupa
- Bronzérmes: 1 alkalommal (2007)

Karibi kupa
- Bronzérmes: 1 alkalommal (1994)

## CONCACAF-aranykupa-szereplés
- 1991: Nem jutott be.
- 1993: Nem jutott be.
- 1996: Nem jutott be.
- 1998: Nem indult.
- 2000 – 2005: Nem jutott be.
- 2007: Bronzérmes (megosztva)
- 2009: Negyeddöntő.
- 2011: Csoportkör.

## Külső hivatkozások
- A Guadeloupe-i Labdarúgó-liga hivatalos oldala (franciául)
- Guadeloupe a CONCACAF.com-on (angolul)
- Guadeloupe mérkőzéseinek eredményei az rsssf.com-on (angolul)
- Guadeloupe mérkőzéseinek eredményei az EloRatings.net-en (angolul)
- Guadeloupe a national-football-teams.com-on (angolul)
- Guadeloupe mérkőzéseinek eredményei a Roon BA-n (angolul)
- Guadeloupe a weltussball.de-n (németül)
- Guadeloupe a fedefutbol.net-en (spanyolul)